# John Gardner (pisarz)
John Champlin Gardner, Jr. (ur. 21 lipca 1933 w Batavii w stanie Nowy Jork, zm. 14 września 1982 w hrabstwie Susquehanna w stanie Pensylwania) – amerykański powieściopisarz, krytyk literacki i nauczyciel. 
W jego dorobku literackim można znaleźć powieści, książki dla dzieci, książki dydaktyczne, libretta, sztuki oraz tłumaczenia. Najbardziej znanym jego utworem jest postmodernistyczna powieść pt. Grendel z 1971 roku, będąca przetworzeniem legendy opisanej w staroangielskim poemacie heroicznym Beowulf.
Gardner zginął w wypadku motocyklowym.

## Wybrana twórczość

### Powieści
- 1966 - The Resurrection
- 1970 - Upadek Agatona
- 1971 - Grendel (wyd. polskie 1987 w tłumaczeniu Piotra Siemiona)
- 1972 - The Sunlight Dialogues
- 1973 - Jason and Medeia
- 1973 - Nickel Mountain
- 1974 - The King's Indian
- 1976 - October Light
- 1980 - Freddy's Book
- 1981 - The Art of Living and Other Stories